# یوخن بابوک
یوخن بابوک (انگلیسی: Jochen Babock؛ زادهٔ ۲۶ اوت ۱۹۵۳) ورزشکار بابسلد اهل آلمان بود.